# Heinsia
Heinsia es un género con seis especies de plantas con flores perteneciente a la familia de las rubiáceas.
Es nativo del sur África tropical.

## Especies
- Heinsia bussei Verdc. (1957).
- Heinsia crinita (Afzel.) G.Taylor in A.W.Exell (1944).
- Heinsia gossweileri Wernham (1917).
- Heinsia myrmoecia (K.Schum.) N.Hallé (1966).
- Heinsia tomentosa Welw. ex Hiern (1898).
- Heinsia zanzibarica (Bojer) Verdc. (1980).